# Aulacobothrus dorsatus
Aulacobothrus dorsatus är en insektsart som först beskrevs av Bolívar, I. 1912.  Aulacobothrus dorsatus ingår i släktet Aulacobothrus och familjen gräshoppor. Inga underarter finns listade i Catalogue of Life.